# 울리히 판 호벌
울리히 판 호벌(네덜란드어: Ulrich van Gobbel, 1971년 1월 16일~)은 네덜란드의 축구 선수 출신 축구 지도자이다. 선수 시절 오른쪽 풀백으로 활동했으며 현재 페예노르트 로테르담 U-21의 수석 코치를 맡고 있다.

## 구단 경력
1971년 1월 16일 수리남의 파라마리보에서 태어난 판 호벌은 VV 바벌과 NAC 브레다의 청소년팀에서 축구 선수 경력을 시작했다. 그는 에레디비시 1988-89 시즌에 빌럼 II 1군에 데뷔하며 프로 축구 선수 경력을 시작했고 1989-90 시즌 페예노르트 로테르담으로 이적했다. 그는 페예노르트에서 에레디비시 2회, KNVB 베커르 4회, UEFA컵 1회, 요한 크라위프 스할 2회 우승을 달성했다.
1995-96 시즌 판 호벌은 튀르키예 쉬페르 리그의 갈라타사라이 SK로 이적했고 튀르키예 1부 리그에서 활동한 첫 번째 네덜란드인 축구 선수가 되었다. 그는 1996-97시즌 FA 프리미어리그의 사우샘프턴 FC로 이적했고 사우샘프턴에서 링컨 시티 FC와의 1996-97 풋볼 리그컵 경기에서 1골, 레스터 시티 FC와의 리그 경기에서 1골을 득점하며 총 2득점을 기록했다.
판 호벌은 1997년 친정팀 페예노르트로 돌아왔고 2002년 선수 경력을 마감했다.

## 국가대표팀 경력
판 호벌은 1993년 6월 9일 네덜란드 축구 국가대표팀이 노르웨이 축구 국가대표팀에 0대 0으로 비긴 1994년 FIFA 월드컵 유럽 지역 예선 2조 경기에서 네덜란드 대표팀 데뷔전을 가졌고 1994년 FIFA 월드컵에 참가하는 네덜란드 대표팀의 명단에 포함되어 1994년 월드컵에 참가했다.
그의 대표팀 마지막 경기는 1994년 10월 12일 진행된 네덜란드와 노르웨이 대표팀이 1대 1로 비긴 UEFA 유로 1996 예선 5조 경기였다.

## 지도자 경력
판 호벌은 2009년 로테르담의 VV 알렉산드리아 '66 2군에서 축구 지도자로 활동하며 축구 지도자 경력을 시작했고 코치 외에 프로 축구 선수들을 가르치는 기업 '인테르플라이어르(네덜란드어: InterPlayer)'의 보조수석 스카우터로도 활동했다. 
그는 2014년 7월부터 2020년 6월까지 페예노르트 아카데미의 감독으로 활동했고 2017년 7월부터 2018년 6월까지 페예노르트 로테르담 U-19의 감독을 담당했다. 2020년 7월부터 2022년 6월까지 페예노르트 U-18의 수석 코치를 담당했으며 2022년부터 페예노르트 U-21의 수석 코치를 담당하고 있다.

## 개인사
2016년 5월 네덜란드의 스포츠 기자 율러스 판 데르 바르트(네덜란드어: Jules van der Wardt)가 판 호벌의 전기 『울리! 울리! - 울리히 판 호벌은 더 이상 조용하지 않다(네덜란드어: Uli! Uli! - Ulrich van Gobbel zwijgt niet meer)』를 발간했다.

## 수상 내역
페예노르트 로테르담
- 에레디비시: 1992-93, 1998-99
- KNVB 베커르: 1990-91, 1991-92, 1993-94, 1994-95
- 요한 크라위프 스할: 1991, 1999
- UEFA컵: 2001-02

 갈라타사라이 SK
- 쉬페르 리그: 1996-97
- 튀르키예 쿠파스: 1995-96